# Máquina Misántropa Magnífica
Máquina Misántropa Magnífica es el quinto álbum de estudio de la banda de metal industrial Larva. Lanzado el 24 de diciembre de 2014, este álbum muestra la preocupación de la banda por la naturaleza y la relación del ser humano con el medio ambiente.

## Historia
Larva realizó la grabación de su quinto álbum durante la segunda mitad de 2014 en su estudio Maldita Sea la Música. La fecha original de lanzamiento del álbum tendría lugar en 2015, pero la banda decidió adelantar la fecha para el 24 de diciembre de 2014. Para el álbum contaron con dos músicos invitados: Erk Aicrag (Hocico, Rabia Sorda) en la voz de «Odio Todo», y Rick Loera (The Legion of Hetheria, ex-Matherya) en la voz de «Regreso Derrotado». Para el tema que cierra el álbum, «La Razón De Lo Que Soy», los arreglos orquestales estuvieron a cargo de Feer Black (Omnianthropy), y el trabajo coral fue realizado por seguidores de Larva seleccionados tras una convocatoria de la banda.
El primer sencillo, «Dios Contra Mí», fue presentado el 8 de diciembre de 2014 con un videoclip dirigido por Jesucristo Kramm. El 24 de diciembre, junto con el lanzamiento del álbum, se presentó lyric video del segundo sencillo, «Odio Todo». 
En 2015, la banda presentó dos sencillos más. El primero, «Mata Al Carnívoro», se estrenó el 19 de julio en un videoclip con versión interactiva, con el video oficial lanzado el 24 de julio. El videoclip, nuevamente dirigido por Kramm, ocupó el noveno lugar entre los 10 videoclips más sobresalientes de metal mexicano de 2015, según el portal Reina El Metal. El videoclip para «Ustedes Dos» fue presentado el 29 de octubre.
Máquina Misántropa Magnífica fue nominado a mejor Disco Metal en los Indie-O Music Awards 2015, categoría que perdió ante Gates of Hell de Mystica Girls y Mon Laferte. Larva fue nominada al Premio de metal Kalani 2015 en la categoría Nü Metal (Deathcore, Metalcore), del cual resultaron ganadores.
Larva optó por reducir y eliminar progresivamente el empleo de materiales plásticos en sus empaques y mercancía, prefiriendo materiales reciclables y no desechables.

## Lista de canciones
Todas las canciones escritas y compuestas por Peech. 
| Máquina Misántropa Magnífica |                                   |          |  |
| N.º                          | Título                            | Duración |  |
| 1.                           | «Máquina Misántropa Magnífica»    | 5:15     |  |
| 2.                           | «Odio Todo»                       | 3:45     |  |
| 3.                           | «Ustedes Dos»                     | 3:43     |  |
| 4.                           | «El Respeto Es Para Los Débiles»  | 3:17     |  |
| 5.                           | «H.O.P.E.»                        | 6:44     |  |
| 6.                           | «Superhéroe»                      | 5:46     |  |
| 7.                           | «Las Plantas También Sienten»     | 3:51     |  |
| 8.                           | «Mata Al Carnívoro»               | 3:55     |  |
| 9.                           | «Dios Contra Mí»                  | 4:23     |  |
| 10.                          | «Regreso Derrotado»               | 5:15     |  |
| 11.                          | «Fóllame, Contrólame, Destrúyeme» | 4:30     |  |
| 12.                          | «Autorretratos»                   | 5:28     |  |
| 13.                          | «La Razón De Lo Que Soy»          | 11:53    |  |
| 67:45                        |                                   |          |  |

| N.º   | Título                                           | Duración |  |
| 14.   | «La Razón De Lo Que Soy (instrumental orquesta)» | 11:50    |  |
| 79:35 |                                                  |          |  |

## Créditos
Larva
- Peech - voz, guitarra, batería
- Baliz Anaya - bajo, coros
- Jesucristo Kramm - sintetizador

Músicos invitados
- Erk Aicrag - voz en «Odio Todo»
- Rick Loera - voz en «Regreso Derrotado»

Producción
- Peech - productor, ingeniero de audio, mezcla, masterización, arte y portada
- Feer Black - arreglos orquestales en "La Razón De Lo Que Soy"

## Premios y nominaciones
| Año  | Premiación              | Categoría                       | Resultado | Ref.   |
| ---- | ----------------------- | ------------------------------- | --------- | ------ |
| 2015 | Indie-O Music Awards    | Disco Metal                     | Nominado  | [ 15 ] |
| 2015 | Premios de metal Kalani | Nü Metal (Deathcore, Metalcore) | Ganador   | [ 16 ] |